# 五小叶槭
五小叶槭（学名：Acer pentaphyllum），为槭树科槭属下的一个植物种，于1931年由路德维希·迪尔斯描述，主要分布于中国四川西南部海拔高达2300米至2900米的地方。